# 井亭站
井亭站是一个京沪线上的铁路车站，位于山东省枣庄市薛城区陶庄镇，靠近井亭村，建于1944年，目前为五等站，目前不办理客货运营业。